# Gersjgorins cirkelsats
Gersjgorins cirkelsats är ett resultat inom matematik som ger approximativa positioner för en matris egenvärden i det komplexa talplanet. Satsen är uppkallad efter Semyon Aranovich Gersjgorin som publicerade resultatet 1931. 

## Gersjgorins cirkelsats
Låt A vara en n  × n-matris med elementet aij på rad i och kolonn j. För varje rad, låt Ri vara summan av absolutbeloppen av rad i:s element, förutom diagonalelementet:
{\displaystyle R_{i}=\sum _{j\neq i}|a_{ij}|}.
Låt Di vara den slutna cirkeln i det komplexa talplanet med mittpunkt i aii och radie Ri. Dessa Di kallas Gersjgorinskivor. Gersjgorins cirkelsats säger att alla A:s egenvären λi ligger i unionen av dessa skivor:
{\displaystyle \lambda _{i}\in \bigcup _{i=1}^{n}D_{i}=\bigcup _{i=1}\{x\in \mathbb {C} :|a_{ii}-x|\leq R_{i}\}}.
Vidare, om Dk är disjunkt från alla andra Gersjgorinskivor, kommer ett egenvärde ligga i Dk.
I satsen kan man vid bildandet av Ri summera över A:s kolonner istället för raderna.

## Bevis
Låt {\displaystyle \lambda } vara ett egenvärde till {\displaystyle A}. Välj en egenvektor {\displaystyle x} så att en komponent {\displaystyle x_{i}=1} och att {\displaystyle |x_{j}|\leq 1\forall j\neq i}. Då {\displaystyle Ax=\lambda x} gäller det att
{\displaystyle \sum _{j}a_{ij}x_{j}=\lambda x_{i}=\lambda }.
Uppdelning av summan och det faktum att {\displaystyle x_{i}=1} ger att
{\displaystyle \sum _{j\neq i}a_{ij}x_{j}+a_{ii}=\lambda }.
Därför, med hjälp av triangelolikheten, gäller att
{\displaystyle |\lambda -a_{ii}|={\bigg |}\sum _{j\neq i}a_{ij}x_{j}{\bigg |}\leq \sum _{j\neq i}|a_{ij}||x_{j}|\leq \sum _{j\neq i}|a_{ij}|=R_{i}}.

## Tillämpning
Eftersom en matris är singulär om och endast om A har noll som egenvärde, ger en satsen direkt att en matris är inverterbar om den är strikt diagonaldominant.
Gersjgorins cirkelsats tillämpas även inom numerisk analys vid lösningen av ekvationssystem Ax = b där A är en matris med stort konditionstal.